# بالاکلیا
شهر بالاکلیا (به روسی: Балаклія) در استان خارکف در کشور اوکراین واقع شده‌است. جمعیت این شهر ۳۲٬۴۰۸ نفر  است.

## نگارخانه

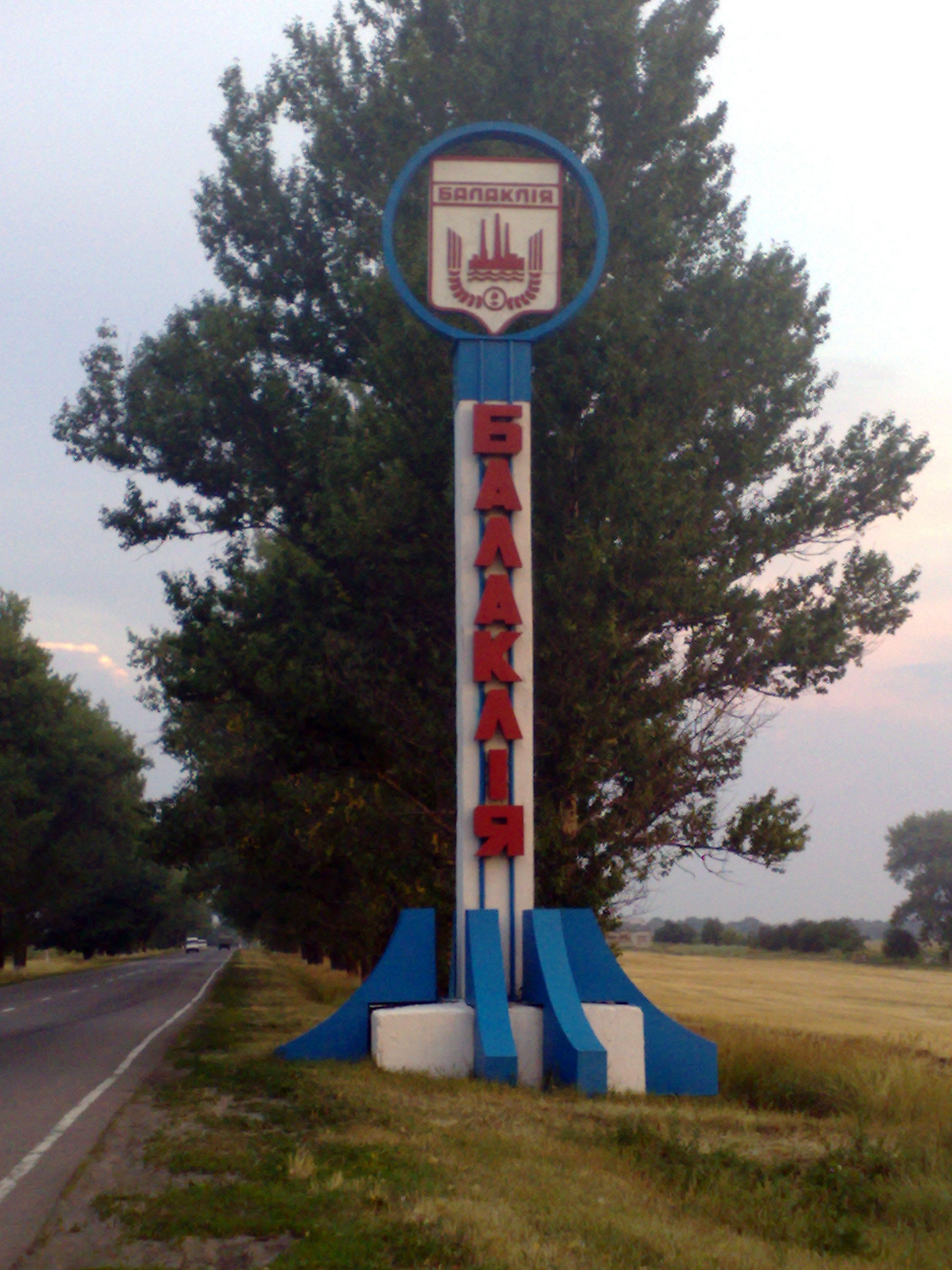
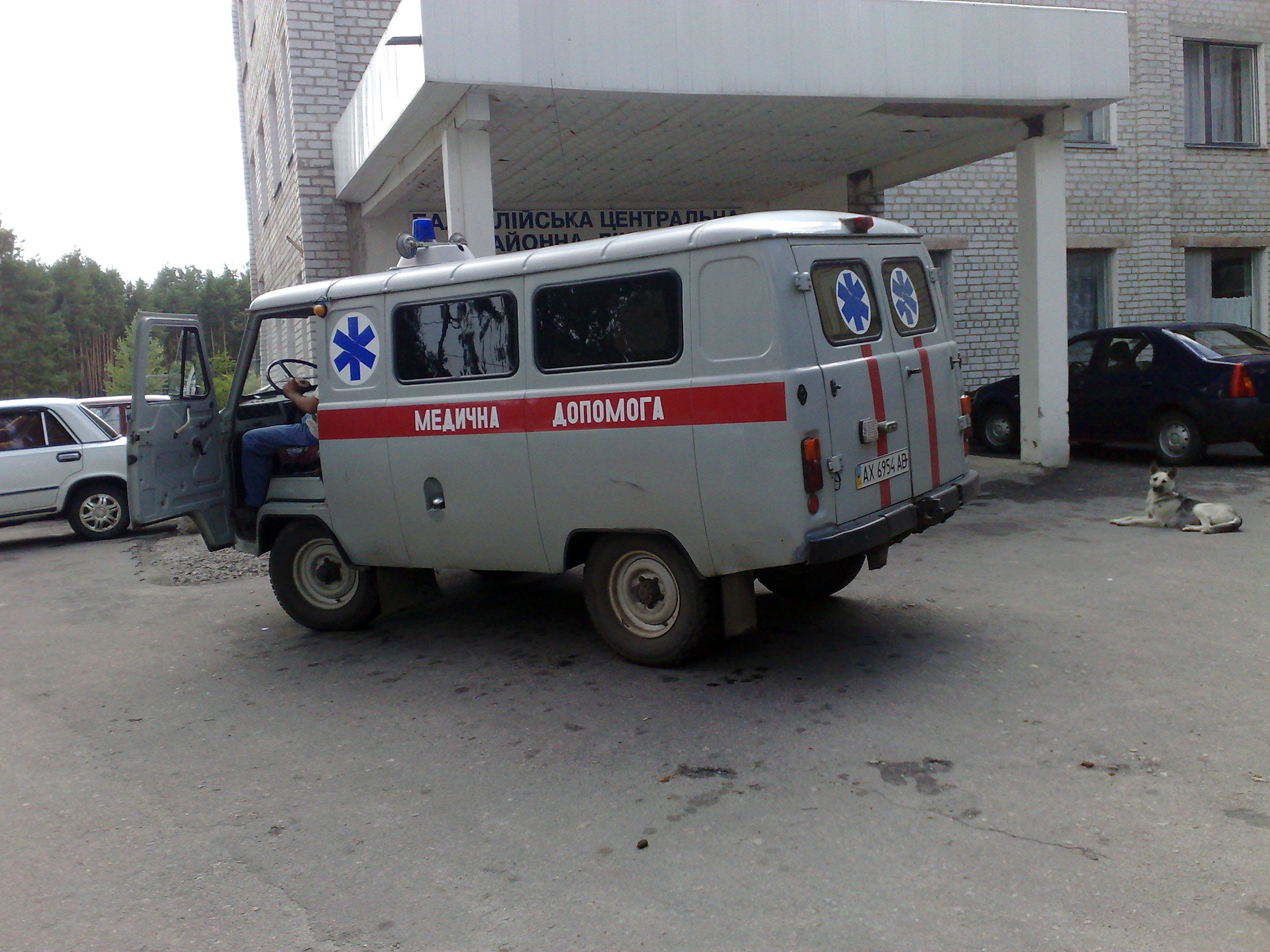